# Кравченко Андрій Анатолійович
Андрі́й Анато́лійович Кра́вченко (нар. 24 лютого 1987, м. Запоріжжя, Українська РСР — пом. 21 червня 2014 м. Добропілля, Донецька область, Україна) — український військовик, старший солдат Збройних сил України, учасник російсько-української війни.

## Життєпис
Народився 1987 року в місті Запоріжжя. Закінчив загальноосвітню школу № 75 міста Запоріжжя та Запорізький металургійний ліцей за спеціальністю «прокатник».
У 2005—2006 роках проходив строкову військову службу в лавах Збройних Сил України.
Працював слюсарем у цеху з ремонту обладнання на Запорізькому заводі феросплавів. Мешкав із сім'єю у Заводському районі Запоріжжя.
У зв'язку з російською збройною агресією проти України мобілізований 2 квітня 2014 року. Стрілець 3-го взводу 93-ї окремої механізованої бригади, військова частина А1302, смт Черкаське, Дніпропетровська область. З квітня 2014 брав участь в антитерористичній операції на сході України.
Загинув 21 червня 2014 близько 13:00 від снайперської кулі у голову в результаті обстрілу російськими терористами із засідки колони військових під час патрулювання поблизу міста Добропілля. Це сталося наступного дня після оголошення Президентом України одностороннього припинення бойових дій задля початку мирного врегулювання. Перемир'я було оголошене з 20:00 20 червня до 22:00 27 червня.
Вдома залишились мати Ганна Василівна, сестра, дружина Юлія та двоє дітей — 7-річний син Микита й 3-місячна донька Валерія. Похований на кладовищі «Бугайове» м. Запоріжжі.

## Нагороди та вшанування пам'яті
Указом Президента України № 599/2014 від 19 липня 2014 року, «за особисту мужність і героїзм, виявлені у захисті державного суверенітету та територіальної цілісності України», нагороджений орденом «За мужність» III ступеня (посмертно).
25 березня 2016 року у Запоріжжі на будівлі ЗОШ № 75 (вулиця Історична, 92) відкрито меморіальну дошку на честь Андрія Кравченка.